# Jakub Čutta
Jakub Čutta (* 29. Dezember 1981 in Jablonec nad Nisou, Tschechoslowakei) ist ein ehemaliger tschechischer Eishockeyspieler, der je einmal die American Hockey League und die tschechische Meisterschaft gewann.

## Karriere
Der 1,91 m große Verteidiger, der bei den Bílí Tygři Liberec das Eishockeyspielen erlernt hatte, spielte 1998 bis 2001 bei den Swift Current Broncos, die ihn beim CHL Import Draft 1998 in der ersten Runde als insgesamt 45. Akteur gezogen hatten, in der kanadischen Top-Juniorenliga Western Hockey League, als er beim NHL Entry Draft 2000 als 61. in der zweiten Runde von den Washington Capitals ausgewählt wurde.
In der Saison 2000/01 stand der Linksschütze erstmals für die Capitals in der NHL auf dem Eis, allerdings konnte sich Čutta in der Hauptstadt niemals dauerhaft durchsetzen und verbrachte die meiste Zeit bei den Portland Pirates, dem Farmteam Washingtons in der American Hockey League. Nach einer Saison bei den Hershey Bears, dem neuen Kooperationspartner der Capitals, wechselte der Tscheche zurück in sein Heimatland, wo er für Bílí Tygři Liberec in der Extraliga auflief. 2007 unterschrieb der Abwehrspieler schließlich einen Vertrag beim russischen Erstligisten Neftechimik Nischnekamsk, die er während der Spielzeit in Richtung HK Traktor Tscheljabinsk verließ. Nachdem er vor Beginn der Saison 2008/09 noch am Trainingslager der Washington Capitals teilgenommen hatte, wechselte er im Oktober 2008 zurück in sein Heimatland zum HC Energie Karlovy Vary. Mit seinem neuen Team gewann er 2009 die tschechische Meisterschaft. Im Mai 2011 wurde der Tscheche vom BK Mladá Boleslav verpflichtet.
Zwischen 2012 und Februar 2014 stand Čutta wieder bei den Weissen Tigern in Liberec unter Vertrag, ehe er in die finnische Liiga zu Saimaan Pallo Lappeenranta wechselte. In der folgenden Saison war er für den HC Pardubice aktiv, ehe er 2015 noch einmal ins europäische Ausland wechselte und für den VIK Västerås HK in der HockeyAllsvenskan spielte. Nachdem er die Saison 2017/18 beim HC Litvínov verbracht hatte, beendete er sekne Karriere.

### International
Mit den tschechischen U20-Nationalmannschaft bestritt Jakub Čutta die Junioren-Weltmeisterschaft 2001. In sieben Spielen erzielte der Verteidiger einen Assist.

## Erfolge und Auszeichnungen
- 2000 CHL Top Prospects Game
- 2001 Goldmedaille bei der U20-Junioren-Weltmeisterschaft
- 2006 Calder-Cup-Gewinn mit den Hershey Bears
- 2009 Tschechischer Meister mit dem HC Energie Karlovy Vary

## Karrierestatistik
(Legende zur Spielerstatistik: Sp oder GP = absolvierte Spiele; T oder G = erzielte Tore; V oder A = erzielte Assists; Pkt oder Pts = erzielte Scorerpunkte; SM oder PIM = erhaltene Strafminuten; +/− = Plus/Minus-Bilanz; PP = erzielte Überzahltore; SH = erzielte Unterzahltore; GW = erzielte Siegtore; 1 Play-downs/Relegation; Kursiv: Statistik nicht vollständig)